# بطاقة صعود

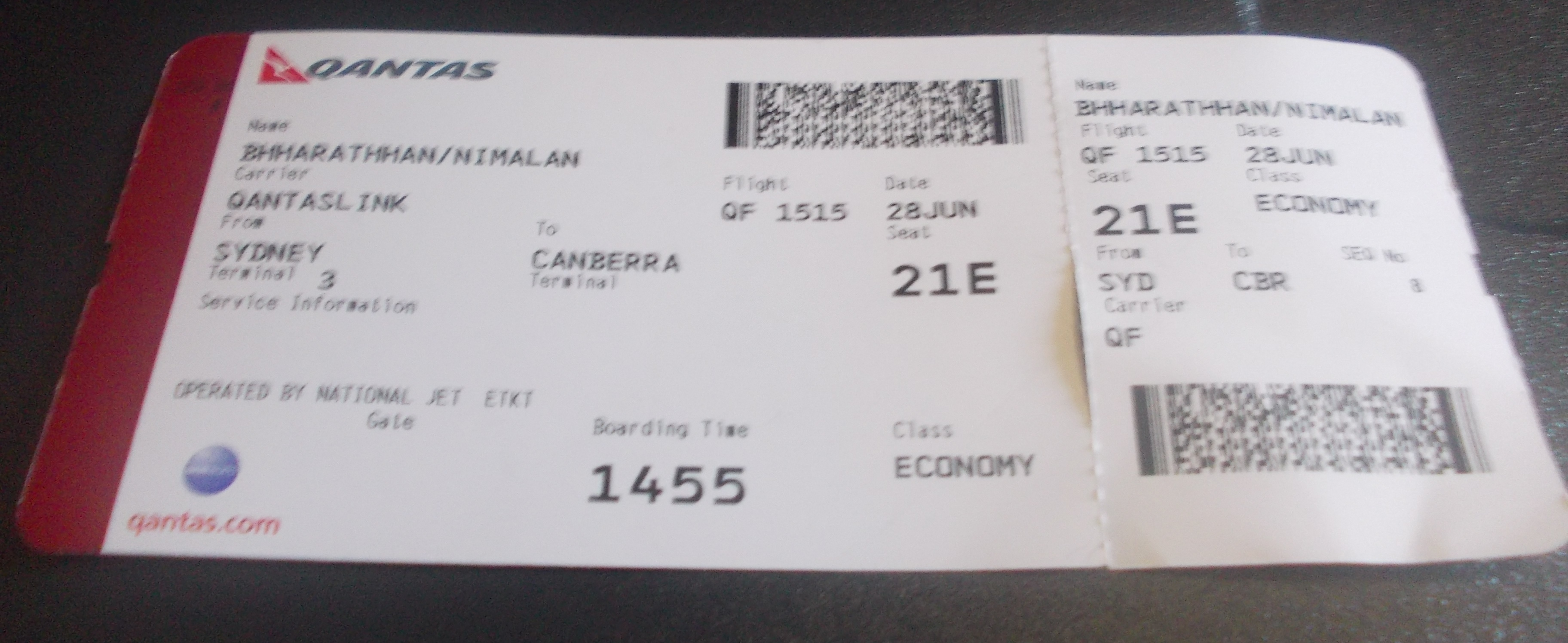
بطاقة صعود حديثة تتبع لخطوط كانتاس الداخلية

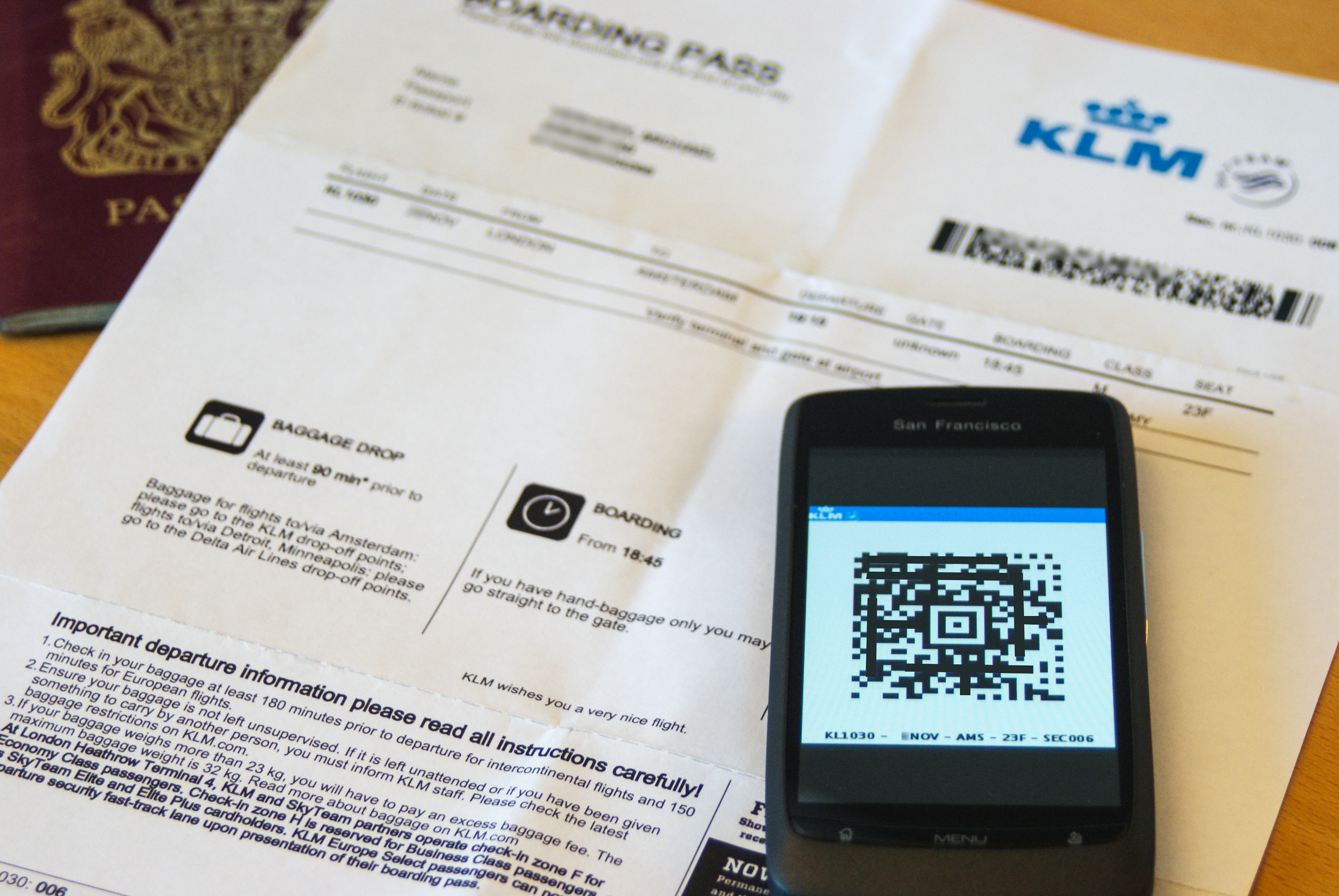
بطاقة صعود في الهاتف المحمول، وبطاقة صعود ورقية مطبوعة من العام 2010

بطاقة الصعود هي مستند تزوده خطوط الطيران خلال تسجيل إجراءات الوصول للمطار، مما يعطي الراكب اذن السماح لركوب الطائرة لرحلة معينة. بطاقة الصعود تحدد الراكب، رقم الرحلة، والتاريخ والوقت المخطط للوصول، وفي بعض الحالات بإمكان الركاب الحجز على الإنترنت و طباعة بطاقة الصعود بأنفسهم. قد تطلب بطاقة الصعود للراكب لدخول منطقة آمنه في المطار.
عموماً الراكب الذي يحمل تذكرة إلكترونية سيحتاج فقط بطاقة صعود. إذا كان لدى الراكب ورقة تذكرة السفر، تلك التذكرة (أو كوبون الرحلة) قد تطلب لتوضع مع بطاقة الصعود لركوب الطائرة. ورقة بطاقة الصعود (أو التذكرة، أي منهما) أو الأجزاء، في بعض الأحيان تجمع وتحسب لتفقد عدد الركاب بواسطة عملاء البوابة، ولكن على الأغلب يتم مسحها (بواسطة رمز شريطي أو شريط مغناطيسي). مواصفات الرمز الشريطي والأشرطة المغناطيسية التي على بطاقة الصعود تنشر بواسطة اتحاد النقل الجوي الدولي
أغلب المطارات والخطوط الجوية لديها اجهزة قراءة أوتوماتيكية والتي ستتأكد من صلاحية بطاقة الصعود في بوابة جسر الطائرة أو بوابة الصعود. وهذا ايضاً يحدث قاعدة بيانات الخطوط الجوية ليعلم بأن الراكب قد صعد وأن المقعد على قيد الاستخدام، وأن الأمتعة المسجلة للراكب بإمكانها ركوب الطائرة. هذا يسرع الأعمال الورقية في البوابة، ولكن يتطلب من الركاب بأوراق التذاكر بأن يسجلوا وصولهم، يسلموا التذكرة ويستلموا بطاقة الصعود الرقمية.